# Parkove
Parkove (în ucraineană Паркове) este o așezare de tip urban din orașul regional Ialta, Republica Autonomă Crimeea, Ucraina. În afara localității principale, nu cuprinde și alte sate.

## Demografie
Componența lingvistică a așezării de tip urban Parkove
     Rusă (85,65%)
     Ucraineană (13,51%)
     Alte limbi (0,42%)
Conform recensământului din 2001, majoritatea populației așezării de tip urban Parkove era vorbitoare de rusă (85,65%), existând în minoritate și vorbitori de ucraineană (13,51%).